# نوستك بريتوني
نوستك بريتوني (الاسم العلمي:Nostoc brittonii) هو نوع من البكتيريا يتبع جنس النوستك من الفصيلة النوستكية.